# 1 Pedro 4

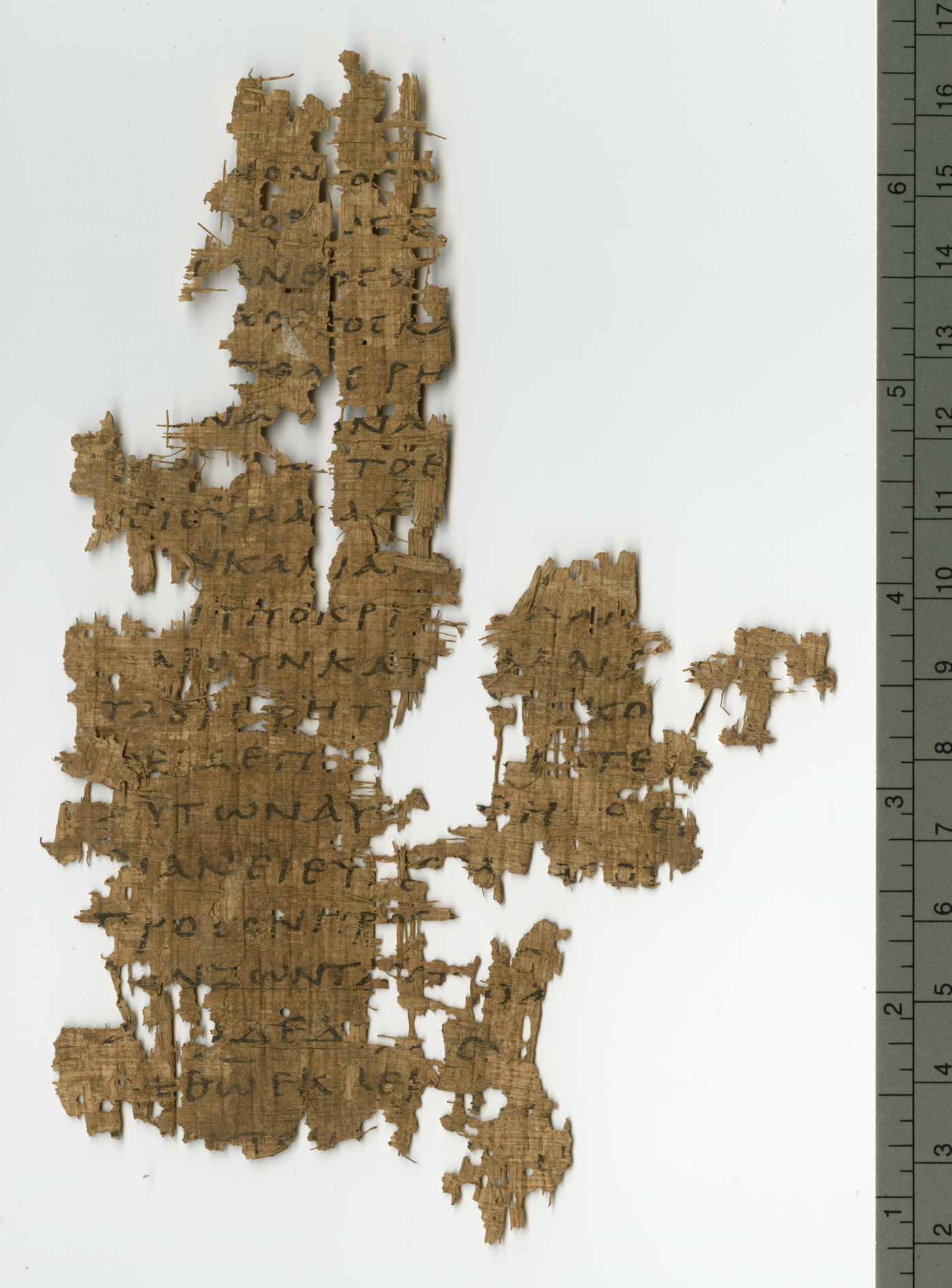
Extracto de la Primera Epístola de Pedro en el Papiro 125.

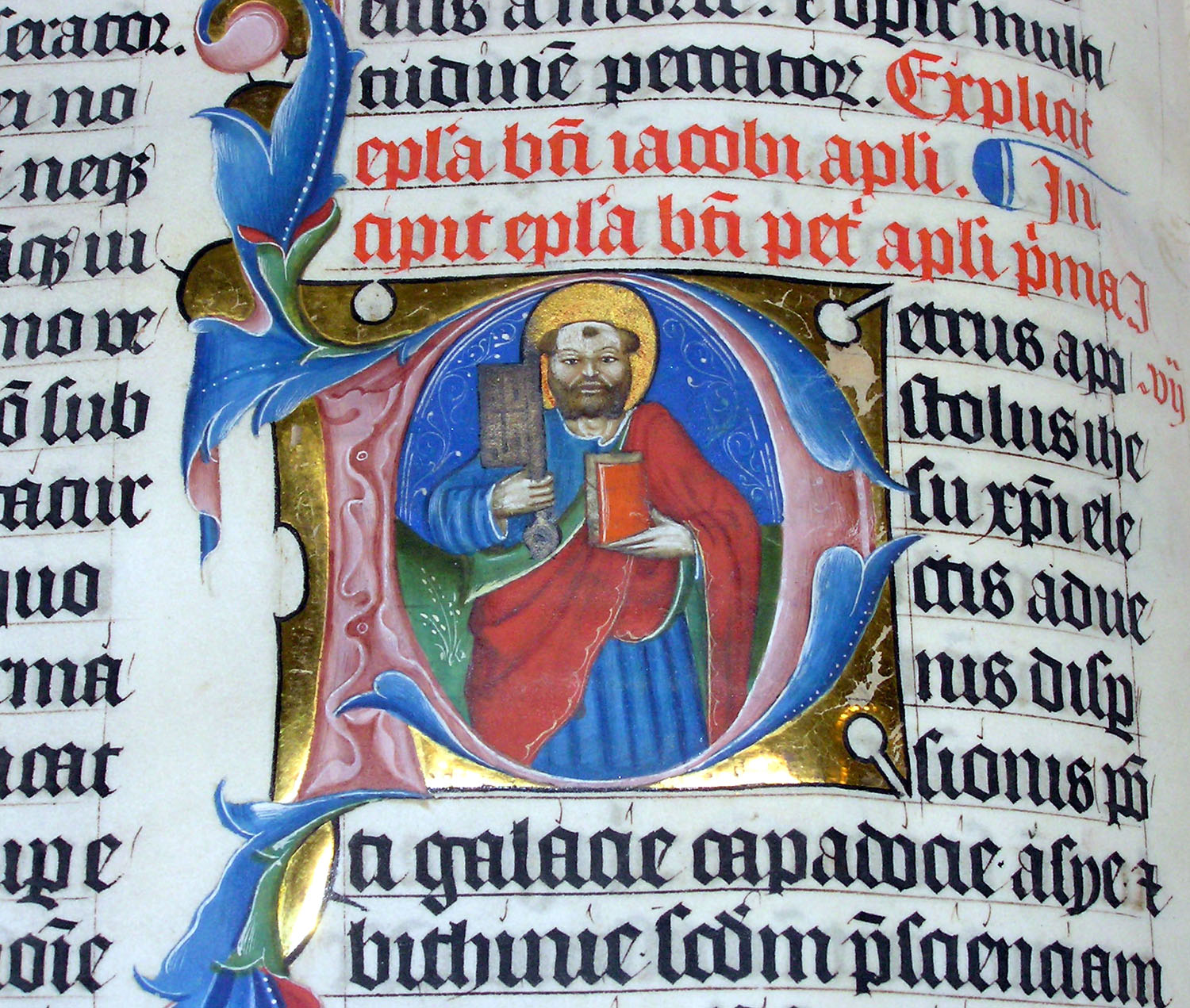
Letra capital de la Primera epístola de Pedro en una biblia latina del año 1407 que se conserva en la Abadía de Malmesbury, de Wiltshire (Sudoeste de Inglaterra). Es un Manuscrito belga, obra de Gerard Brils, para lectura en voz alta en ámbito monacal.

1 Pedro 4 es el cuarto capítulo de la Primera Epístola de Pedro, cuyo autor es el Apóstol Pedro y que forma parte del Nuevo Testamento de la Biblia cristiana. y está dirigida nominalmente a los judíos dispersos en el mundo, si bien puede entenderse como una metáfora referida a los cristianos "exiliados" del Reino Celestial. Contiene enseñanzas sobre el sufrimiento como cristiano. En este apítulo Pedro da instrucciones y consejos sobra la actitud que deben tomar los cristianos ante los padecimientos.

## Texto
- La carta original fue escrita en griego koiné.
- Algunos de los manuscritos antiguos más antiguos que contienen este capítulo en griego incluyen:
  - Papiro 72 (siglo III/IV d. C.).
  - Papiro 81 (siglo IV de nuestra era; conserva: versículos 1, 4-12).
  - Códice Vaticano (~325-350 M)
  - Códice Sinaítico (~330-360 M)
  - Codex Alexandrinus (~400-440 M)
  - Codex Ephraemi Rescriptus (~450 d. C.; completo)
  - Papiro 74 (siglo VII d. C.; se conservan: versículos 4-5)
- Este capítulo se divide en 19 versículos.

## Estructura
- 1: El cristiano ha roto con el pecado. Versículos 1-6
- 2: Exhortación a la caridad. Versículos 7-11
- 3 Sentido cristiano de las contradicciones. Versículos 12-19

### El cristiano ha roto con el pecado. Versículos 1-6
1-Puesto que Cristo padeció en su carne, armaos también vosotros con esta consideración: quien padeció en la carne ha roto con el pecado, 
2-para vivir el tiempo que le queda de su vida mortal, no ya según las concupiscencias humanas, sino según la voluntad de Dios
3-Porque ya habéis pasado bastante tiempo obrando como les gusta a los gentiles, viviendo de manera licenciosa, entre concupiscencias, borracheras, comilonas, embriagueces y abominables idolatrías. 
................
6-Pues para esto fue anunciado el Evangelio incluso a los muertos, para que, aunque condenados en su vida corporal según el juicio de los hombres, vivan sin embargo en espíritu según el juicio de Dios.

#### Comentario a los versículos 1-6
El cristiano está llamado a vivir de manera diferente tras el Bautismo, ya que este sacramento implica una transformación espiritual al morir y resucitar con Cristo. Esto lo libera del pecado y lo invita a no persistir en una vida alejada de Dios. Aunque esta forma de vida pueda generar incomprensión o rechazo, el cristiano debe recordar que todos seremos juzgados por Jesucristo, el Juez de vivos y muertos. El versículo 6, aunque complejo, podría referirse al descenso de Cristo al lugar de los justos fallecidos antes de su victoria definitiva, o bien a los cristianos que murieron sin presenciar esa consumación. En ambos casos, se trataría de quienes han permanecido fieles a Dios, a pesar de que su vida pueda parecer insensata desde una perspectiva puramente terrenal. Este mensaje conecta con el pensamiento del Libro de la Sabiduría  que resalta la esperanza en la fidelidad divina incluso ante la muerte.

### Exhortación a la caridad. Versículos 7-11
7-El final de todas las cosas está cerca. Sed, por eso, sensatos y sobrios para poder rezar. 
8-Ante todo, mantened entre vosotros una ferviente caridad, porque la caridad cubre la multitud de los pecados. 
9-Sed hospitalarios unos con otros, sin quejaros. 
10-Que cada uno ponga al servicio de los demás el don que ha recibido, como buenos administradores de la múltiple y variada gracia de Dios. 
11-Si uno toma la palabra, que sea de verdad palabra de Dios; si uno ejerce un ministerio, hágalo en virtud del poder que Dios le otorga, para que en todas las cosas Dios sea glorificado por Jesucristo. Para él es la gloria y el poder por los siglos de los siglos. Amén.

#### Comentario a los versículos 7-11
Con la Encarnación de Jesucristo se inauguran los últimos tiempos, un periodo que se prolonga hasta el fin del mundo y el Juicio Final. Por ello, se afirma que "el fin está cerca". En este contexto, el texto exhorta a cultivar la oración, la caridad y la hospitalidad como actitudes fundamentales. La expresión "la caridad cubre la multitud de los pecados" remite al Libro de los Proverbios y también se conecta con Santiago 5, 20. Puede interpretarse de dos maneras: como una acción que perdona, comprende y disculpa los pecados de los demás, o como una práctica que contribuye a la remisión de los propios pecados a través del amor auténtico hacia el prójimo.

El amor nos une a Dios; el amor cubre la muchedumbre de pecados; el amor todo lo soporta; tiene paciencia con todo. En el amor nada es vulgar, nada soberbio. El amor no ocasiona cisma, el amor no se subleva, el amor todo lo hace en armonía. En el amor alcanzaron la perfección todos los elegidos de Dios; sin amor nada es agradable a Dios.

### Sentido cristiano de las contradicciones. Versículos 12-19
12-Queridísimos: no os extrañéis —como si fuera algo insólito— del incendio que ha prendido entre vosotros para probaros; 
13-sino alegraos, porque así como participáis en los padecimientos de Cristo, así también os llenaréis de gozo en la revelación de su gloria. 
14-Bienaventurados si os insultan por el nombre de Cristo, porque el Espíritu de la gloria, que es el Espíritu de Dios, reposa sobre vosotros. 
15-Que ninguno de vosotros tenga que sufrir por ser homicida, ladrón, malhechor o entrometido en lo ajeno; 
16-pero si es por ser cristiano, que no se avergüence, sino que glorifique a Dios por llevar este nombre. 
...........
19-Por tanto, incluso los que tengan que sufrir de acuerdo con la voluntad de Dios, que encomienden sus almas al Creador, que es fiel, mediante la práctica del bien.

#### Comentarios a los versículos 12-19
El Apóstol retorna al tema central de este capítulo. Los que participan de los sufrimientos de Cristo también participarán de su gloria. 

Dios quiere abrir vuestros ojos para considerar cuántas mercedes nos hace en lo que el mundo piensa que son desfavores, y cuán honrados somos en ser deshonrados por buscar la honra de Dios.

El juicio divino, tema recurrente en la carta, nos llama a reflexionar sobre nuestra preparación espiritual, pues nadie puede enfrentarlo con plena seguridad. Las advertencias del Apóstol evocan las palabras de Jesús a las mujeres de Jerusalén camino al Calvario: «Si esto hacen con el leño verde, ¿qué pasará con el seco?» Estas palabras subrayan la seriedad del juicio y la necesidad de vivir en fidelidad a Dios. Sin embargo, haber sufrido por Cristo en esta vida fortalece la confianza para presentarse ante el juicio, pues ese padecimiento une más íntimamente al creyente con el Señor y su sacrificio redentor.